# Tyska orden (utmärkelse)

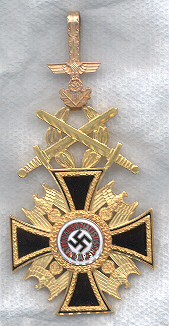
Tyska orden.

Tyska orden (tyska Deutscher Orden) var en utmärkelse i Tredje riket. Den instiftades av Adolf Hitler 1942 och förlänades första gången till den i februari 1942 omkomne Fritz Todt. Andra som förlänades Tyska orden var Reinhard Heydrich, Adolf Hühnlein, Viktor Lutze, Adolf Wagner, Josef Bürckel, Rudolf Schmundt, Konstantin Hierl, Karl Hanke, Karl Holz och Artur Axmann.